# Ремез Валерій Васильович
Валерій Васильович Ремез (нар. 10 січня 1963, м. Ватутіне, Черкаська область) — український політик, колишній народний депутат України від Блоку Литвина (з 2012 до 2013), член Комітету Верховної Ради України з питань науки і освіти.

## Освіта
У 1988 році закінчив Чернігівський державний педагогічний інститут ім. Т. Шевченка за спеціальністю «Початкова військова підготовка та фізичне виховання».
У 2001 році закінчив Черкаський інженерно-технологічний інститут за спеціальністю «Економіка підприємства».

## Кар'єра
З 1981 року по 1983 рік — служба в Збройних силах СРСР.
З червня по вересень 1983 року — інструктор-методист з фізкультури та спорту АТП-23663, м. Ватутіне.
З січня по серпень 1984 року — машиніст холодильного устаткування Ватутінського м'ясокомбінату.
З серпня 1988 року по серпень 1989 року — керівник початкової військової підготовки Черкаської середньої школи № 30.
З вересня 1989 року по січень 1991 року — секретар комітету ЛКСМ України Черкаського політехнічного технікуму.
З березня 1991 року по квітень 1993 року — начальник відділу реалізації НВП «Берил» м. Київ.
З травня 1993 року по серпень 1995 року — заступник директора ТОВ «Аста», м. Київ.
З серпня 1995 року по грудень 1997 року — заступник директора з маркетингу ПП «Юта-1», м. Київ.
З грудня 1997 року по грудень 1998 року — директор ЗАТ «ТЕКОМ», м. Київ.
З грудня 1998 року по грудень 2001 року — директор ТОВ «Фарм», м. Київ.
З грудня 2001 року по серпень 2002 року — механік ПП «Доманський В. М.», с. Яснозір'я Черкаського району.
З серпня 2002 року по липень 2003 року — директор ТОВ "«Інфо-Принт» м. Київ.
З вересня 2003 року по грудень 2006 року — начальник відділу цінних паперів ТОВ «Інвест-Фінанс», м. Київ.
З грудня 2006 року — директор пансіонату «Златоуст», м. Ялта.
З 2006 року — депутат Верховної Ради Автономної Республіки Крим V скликання, обраний від Кримської республіканської організації партії «Союз».